# Kunzea ericifolia
Kunzea ericifolia är en myrtenväxtart som först beskrevs av James Edward Smith, och fick sitt nu gällande namn av Gustav Heynhold. Kunzea ericifolia ingår i släktet Kunzea och familjen myrtenväxter.

## Underarter
Arten delas in i följande underarter:
- K. e. ericifolia
- K. e. subulata